# Hasan, Rusia
Hasan (în rusă Хаса́н) este o localitate de tip urban situată în partea de est a Federației Ruse, în Ținutul Primorie nu departe de râul Tumen, care marchează granița statului rus cu Coreea de Nord. La recensământul din 2010 a avut o populație de 742 locuitori. Stație de cale ferată (inaugurată în 1951) pe linia ce leagă Vladivostok de orașul nord-coreean Rasŏn (legătură facilitată prin construirea unui pod de metal peste râul Tumen în 1959, în locul unuia mai vechi de lemn ce data din 1952).